# Hundhotellet – En mystisk historia
Pour plus de détails, voir Fiche technique et Distribution.
Hundhotellet – En mystisk historia est un film d'animation suédois, coproduit avec le Danemark et la Norvège, réalisé par Per Åhlin, sorti en 2000.

## Fiche technique
- Titre original : Hundhotellet – En mystisk historia
- Réalisateur : Per Åhlin
- Scénario : Hans Åke Gabrielsson, Per Åhlin
- Photographie : Piotr Jaworski, Pelle Svensson
- Montage : Olle Tannergård
- Musique originale : Magnus Jarlbo
- Création des décors :
- Effets spéciaux : Michael Ekbladh, Per Åhlin
- Producteur : Lars Jönsson
- Société de production : Memfis Film
- Distribution :
- Pays :  Suède |  Danemark |  Norvège
- Langue : suédois
- Format : couleur
- Son : Dolby
- Genre : Fantasy, Aventure, Animation
- Durée :
- Date de sortie : 
  - Suède :

## Voix suédoises
- Hans Alfredson – Sture
- Jan Mybrand – Picasso
- Pernilla Wahlgren – Lifterskan
- Tomas von Brömssen – Hotellvärden
- Margreth Weivers – Miss Mops
- Peter Harryson – Jägmästaren
- Johan Rabaeus – Mr. Big och Mr. Green
- Rolf Skoglund – Baskerville
- Stig Grybe – Doktor Dunkelspiel
- Karin Gidfors – Köksan
- Björn Kjellman – Ke Ping
- Johan Ulveson – Kypare 1
- Bo Christer Hjelte – Kypare 2
- Pernilla Wahlgren – Kvinnlig gäst
- Karin Gidfors – Städerskan